# Ennada deustata
Ennada deustata là một loài bướm đêm trong họ Geometridae.